# 7678 Онода
7678 Онода (7678 Onoda) — астероїд головного поясу, відкритий 15 лютого 1996 року.
Тіссеранів параметр щодо Юпітера — 3,178.
Названо на честь Онода (яп. おのだ(小野田) онода)